# Гард, Джино
Джино Гардассанич (хорв. Gino Gardassanich, Gino Gardasanic), фамилия изменена на Гард (англ. Gard) в 1949 году (26 ноября 1922 — 12 февраля 2010) — хорватско-американский футболист, вратарь, член сборной США на чемпионате мира 1950. Он родился в Риеке, Свободный город Фиуме и умер в штате Иллинойс, США.

## Клубная карьера
Начал свою карьеру в «Фиумане» и «Реджине». После Второй мировой войны он играл за «Риеку» в 1946/47 сезоне югославского чемпионата. В 1949 году он переехал в Соединённые Штаты, поселившись в Чикаго. Когда он прибыл в США, он изменил свою фамилию на Гард и присоединился к «Чикаго Словак» из Национальной футбольной лиги Чикаго. Он играл со «Словак» до 1959 года. За это время Гард и его товарищи по команде выиграли несколько титулов, включая чемпионство в 1951, 1952 и 1954 годах; и Кубок Пила 1951. В 1953 году он проиграл финал Национального любительского кубка «Понта Дельгаде». Гард в 1950 году стал вратарём года Лиги Чикаго.

## Национальная сборная
Гард был включён в окончательный список игроков США на чемпионат мира 1950. Он был изначально взят в качестве основного вратаря, но так и не сыграл ни одного матча.
Гард был включён в Зал славы Иллинойса в 1992 году и в Национальный футбольный зал славы — в 2002 году.